# Trollflöjten
Trollflöjten és una pel·lícula sueca dirigida per Ingmar Bergman, estrenada el 4 d'octubre de 1975. La pel·lícula adapta La flauta màgica de Mozart.

## Argument
La reina de la Nit demana al príncep Tamino que trobi la seva noia Pamina, que ha estat educada per un sacerdot anomenat "Sarastro". El príncep marxa amb Papageno, un ocellaire. Quan troben la princesa, descobreixen que la situació no és tan definida com ho deia la Reina. Sarastro accepta la unió de Tamino i Pamina a condició que aconseguissin cadascun el seu recorregut iniciàtic.

## Repartiment
- Ulrik Cold: Sarastro
- Hakan Hagegard: Papageno
- Birgit Nordin: la reina de la nit
- Irma Urrila: Pamina
- Elisabeth Eriksson: Papagena
- Joseph Kostlinger: Tamino
- Rognar Ufung: Monostatos

## Al voltant de la pel·lícula
- L'òpera és cantada en suec.
- Bergman ha utilitzat el teatre de Drottningholm (segle xviii), prop d'Estocolm, com a marc del seu rodatge, per inscriure'l en una escenografia teatral, fins i tot si la posada en escena depassa sovint l'estricte quadre de l'escena, no només per puntuals primers plans sobre els espectadors o les mirades, però igualment pel dispositiu dels decorats.
- Han calgut dos anys de preparació i nou mesos de rodatge per realitzar la pel·lícula.

## Nominacions
- César a la millor pel·lícula estrangera